# Marliana
Marliana is een gemeente in de Italiaanse provincie Pistoia (regio Toscane) en telt 3096 inwoners (31-12-2004). De oppervlakte bedraagt 43,0 km², de bevolkingsdichtheid is 72 inwoners per km².

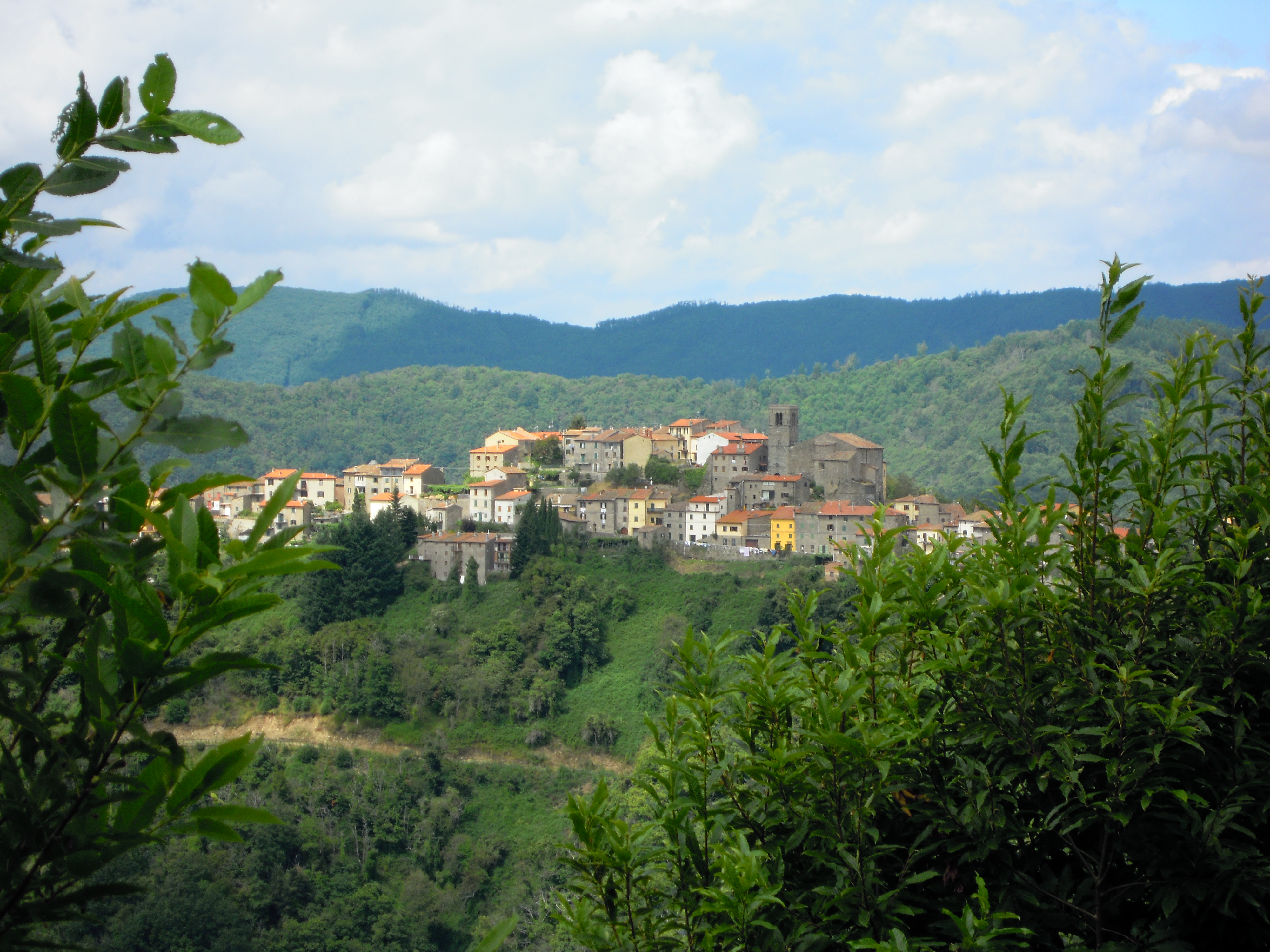
Serra Pistoiese
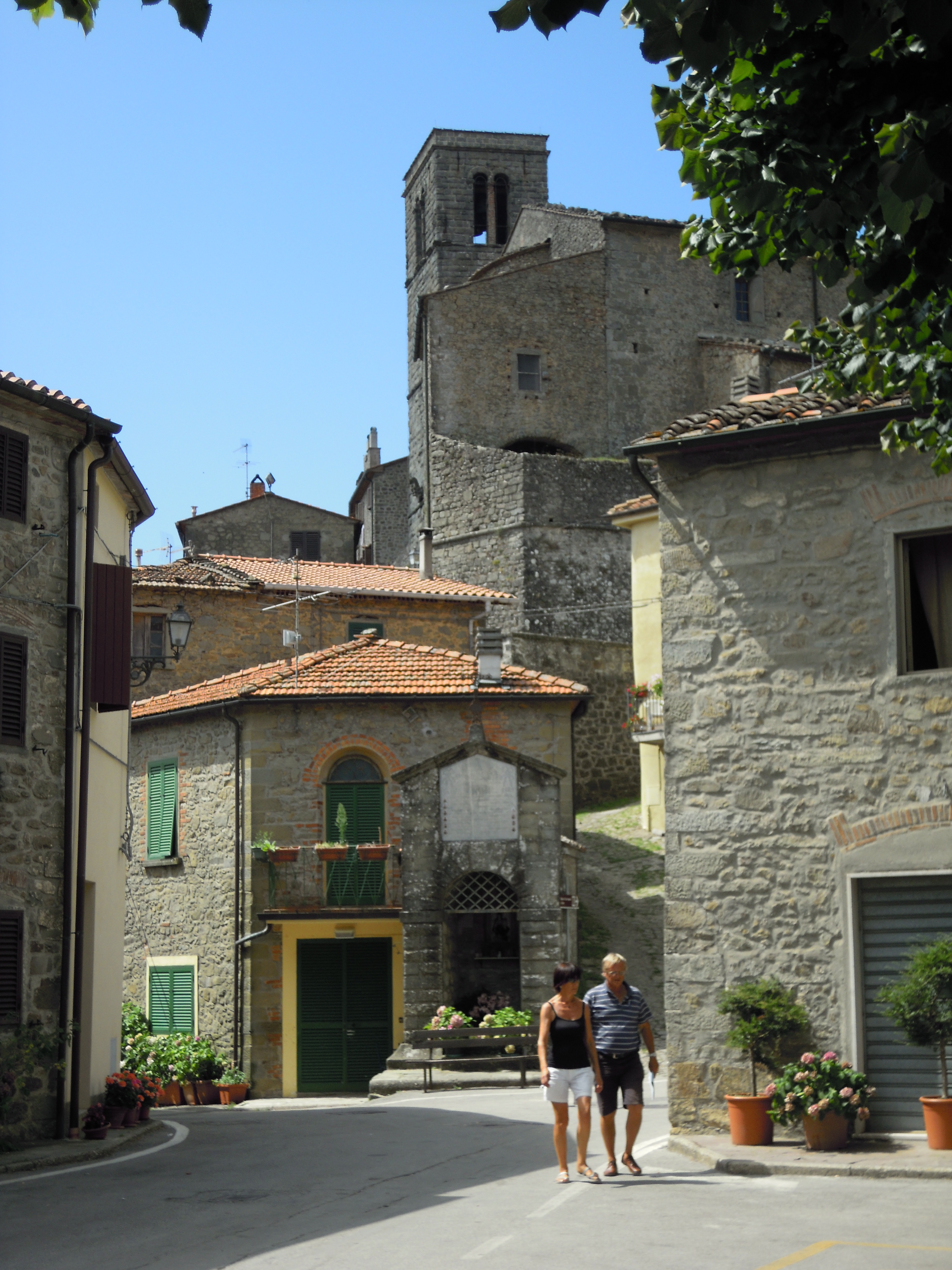
Piazza Trieste

## Demografie
Marliana telt ongeveer 1377 huishoudens. Het aantal inwoners steeg in de periode 1991-2001 met 21,3% volgens cijfers uit de tienjaarlijkse volkstellingen van ISTAT.
| Jaar | Inwoneraantal |
| ---- | ------------- |
| 1991 | 2405          |
| 2001 | 2917          |

## Geografie
De gemeente ligt op ongeveer 469 m boven zeeniveau.
Marliana grenst aan de volgende gemeenten: Massa e Cozzile, Montecatini-Terme, Pescia, Pistoia, Piteglio, Serravalle Pistoiese.
Abetone · Agliana · Buggiano · Chiesina Uzzanese · Cutigliano · Lamporecchio · Larciano · Marliana · Massa e Cozzile · Monsummano Terme · Montale · Montecatini Terme · Pescia · Pieve a Nievole · Pistoia · Piteglio · Ponte Buggianese · Quarrata · Sambuca Pistoiese · San Marcello Pistoiese · Serravalle Pistoiese · Uzzano
1. ↑  https://demo.istat.it/?l=it.